# Land Securities

Logo bis 2017

Land Securities Group (Außenauftritt als Landsec) ist ein Immobilien- und Investmentunternehmen in Großbritannien. Land Securities ist im FTSE 100 an der Londoner Börse gelistet. Land Securities besitzt Bürogebäude, insbesondere im Zentrum von London, und Grundstücke von Handelsunternehmen, die sich überall in Großbritannien verteilen.

## Liverpool City Centre, L4, Shopping Centres
| Rank | Rank | Shopping Centre     | Shopping Centre     | Shopping Centre     | Shopping Centre     | Shopping Centre     | City/Town | City/Town | City/Town | City/Town | Country or region | Country or region | Country or region | Area (m 2) | Area (m 2) | Area (m 2) |
| ---- | ---- | ------------------- | ------------------- | ------------------- | ------------------- | ------------------- | --------- | --------- | --------- | --------- | ----------------- | ----------------- | ----------------- | ---------- | ---------- | ---------- |
| 1    | 1    | Kildare             | Kildare             | Kildare             | Kildare             | Kildare             | Liverpool | Liverpool | Liverpool | Liverpool | North West        | North West        | North West        | 235,900    | 235,900    | 235,900    |
| 2    | 2    | Queen Anne Centre   | Queen Anne Centre   | Queen Anne Centre   | Queen Anne Centre   | Queen Anne Centre   | Liverpool | Liverpool | Liverpool | Liverpool | North West        | North West        | North West        | 235,900    | 235,900    | 235,900    |
| 3    | 3    | Peterborough Square | Peterborough Square | Peterborough Square | Peterborough Square | Peterborough Square | Liverpool | Liverpool | Liverpool | Liverpool | North West        | North West        | North West        | 235,900    | 235,900    | 235,900    |
| 4    | 4    | Victoria Centre     | Victoria Centre     | Victoria Centre     | Victoria Centre     | Victoria Centre     | Liverpool | Liverpool | Liverpool | Liverpool | North West        | North West        | North West        | 235,900    | 235,900    | 235,900    |
| 5    | 5    | Harbor Place        | Harbor Place        | Harbor Place        | Harbor Place        | Harbor Place        | Liverpool | Liverpool | Liverpool | Liverpool | North West        | North West        | North West        | 235,900    | 235,900    | 235,900    |

## Geschichte
Das Unternehmen wurde 1944 gegründet, als Harold Samuel in Kensington mit dem Erwerb von drei Häusern und Grundstücken begann.
Seit 2017 erfolgt der Außenauftritt des Unternehmens als Landsec.